# Post- och Inrikes Tidningar
Post- och Inrikes Tidningar – oficjalny organ państwowy Szwecji, założony w 1645 roku.
PoIT założyła w 1645 roku Krystyna Waza i jej kanclerz Axel Oxenstierna, przez co jest ona najstarszą ukazującą się do dziś gazetą świata.
Pierwszy numer ukazał się w styczniu 1645 roku pod tytułem Nya Wekutidender ifrån. Breslaw och andra platser i thet Romersche Rijket (Nowe Wiadomości z Wrocławia i innych miejsc Imperium Rzymskiego). Wiadomości dotyczyły Wrocławia, Wiednia i Jutlandii. Przez pierwszy rok działalności wydane zostały 53 numery. Sześć lat gazeta ukazywała się pod tytułem Ordinari Post Tider, regularnie raz w tygodniu, publikując wiadomości z całej Europy.
Na przestrzeni wieków gazeta kilkukrotnie zmieniała tytuł:
- Ordinari Post Tider (1645)
- Svenska Ordinarie Post-Tijdender (1678)
- Ordinarie Stockholmiske Posttijdingar (1686)
- Ordinarie Stockholmiske Posttijdinder (1687)
- Lundska Posttijender (1717)
- Stockholmiske Kundgiörelser (1718)
- Stockholmiske Post-Tidender (1720)
- Stockholms Post-Tidningar (1821)
- Stockholms Post- och Inrikes (1821)
- Post- och Inrikes Tidningar (1822)
- Sveriges Stats-Tidning eller Post- och Inrikes Tidningar (1835)
- Post- och Inrikes Tidningar (1845)[1]

W roku 1791 król Gustaw III przekazał przywilej wydawania czasopisma nowo powołanej Akademii Szwedzkiej.
Od 2007 roku gazeta wydawana jest wyłącznie w wersji cyfrowej.